# Стефан Попов – Чефо
Вижте пояснителната страница за други личности с името Стефан Попов.
Стефан Василев Попов, известен като Чефо, е български актьор и влогър.

## Биография и творчество
Стефан Попов – Чефо е роден на 26 ноември 1993 г. в град Търговище, но родителите му се преместват във Варна, когато е още съвсем малък. На 10-годишна възраст постъпва в детско-юношеския театър „Златното ключе“, където прекарва 8 години. Там той се занимава с литература, музика, история, изкуство. Завършва варненската Първа езикова гимназия през 2012 г. и още същата година кандидатства в НАТФИЗ „Кръстьо Сарафов“. Приет е със специалност „Актьорство за драматичен театър“ в класа на проф. Снежина Танковска.
Още в първи курс прави стъпки в киното. Явява се на кастинг за главната роля на Жожо в българския драматичен филм „Пътят към Коста дел Маресме“ (реж. Иван Ничев) и е одобрен.
През 2015 г. става репортер към предаването на БНТ „Денят с Георги Любенов“. Прави развлекателни репортажи и живи включвания в продължение на 7 години.
Завършва театралната академия през 2016 г.
През 2017 г. е част от трупата на Драматичен театър „Никола Вапцаров“ – Благоевград. Същата година печели кастинг за ролята на Кристиян в сериала на NOVA „Ние, нашите и вашите“.
През 2018 г. за кратко играе и в Сатиричен театър „Алеко Константинов“.
През 2019 г. създава свой собствен Youtube канал на име Chefo. Там той започва да прави познатите на масовата публика поредици: реакции на песни, коментари на интернет видеа, влогове от пътешествия. През 2022 г в канала започва да се публикува видео съдържание, обхващащо по-социални тематики и актуални събития. Правят се коментари на теми като политика, история и гражданско образование. Дава се гласност на проблемите в българския политически живот.
Чефо е заявявал многократно проевропейските, проукраинските и прозападните си позиции.
В началото на 2023 г. участва в седмия сезон на риалити предаването Сървайвър. където достига до обединението на двете племена и малко след него отпада от надпреварата.
През 2023 създава „Клуб Лъвъ“. Същата година заявява, че се „деполитизира“. Започва да прави интервюта с гости, компетентни в различни сфери. В тези свои видеа той обсъжда злободневни теми от България и света.
През 2025 г., става ясно, че Чефо е получил 10100 лв. от Министерство на отбраната, по времето на кабинета „Денков“ с министър на отбраната - Тодор Тагарев, за да прави видеа с проевропейска насоченост. Случаят предизвиква скандал, защото Чефо е популярен сред млада аудитория и мнозина описват видеата като пропагандни.

## Филмография
- Пътят към Коста дел Маресме (Bulgarian rhapsody) (2014)
- Падаща звезда (2016)
- Ние, нашите и вашите (2017, тв сериал)
- Следвай ме (уеб сериал)
- The President's Speech (2021)